# Eutomostethus ephippium
Eutomostethus ephippium är en stekelart som först beskrevs av Georg Wolfgang Franz Panzer 1798.  Eutomostethus ephippium ingår i släktet Eutomostethus, och familjen bladsteklar. Arten är reproducerande i Sverige.

## Bildgalleri

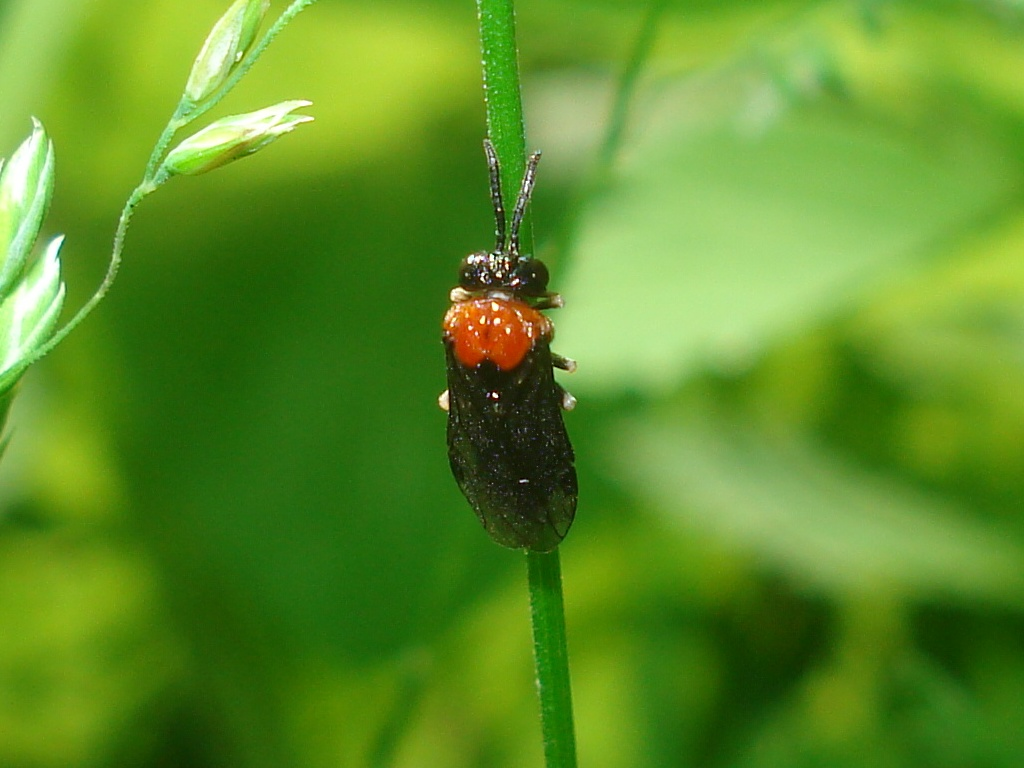
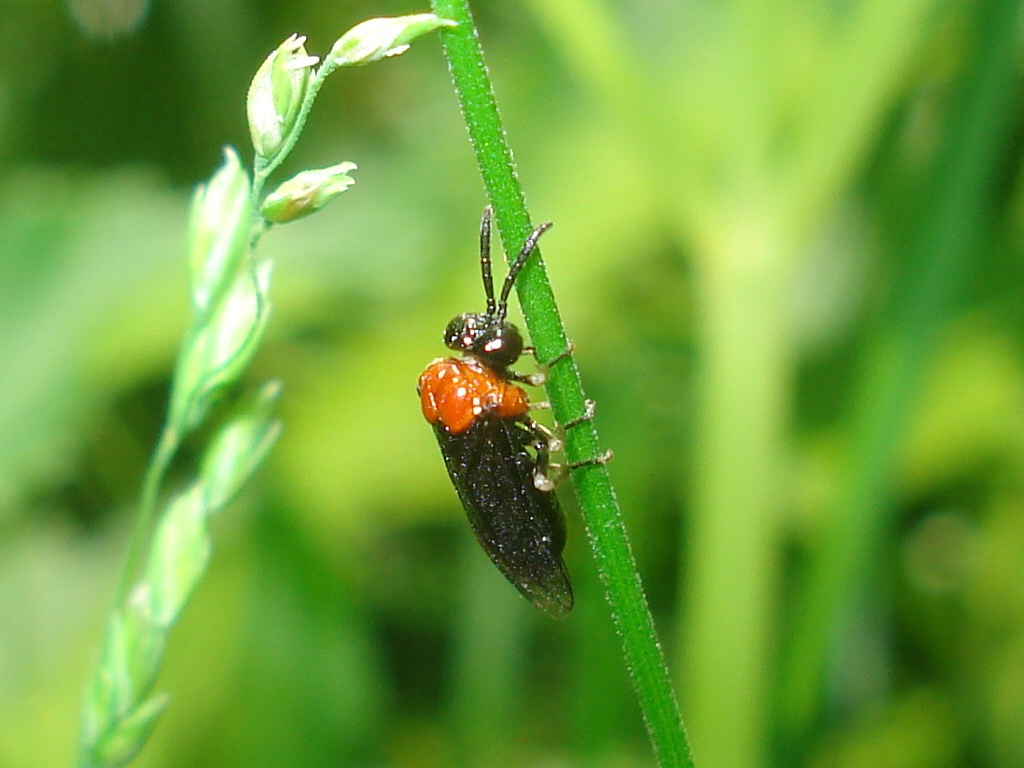